# Mort digna
Mort digna, morir dignament o morir amb dignitat és un concepte ètic ampli i, sovint, controvertit, que es refereix al procés de la fi de la vida evitant el sofriment i mantenint el control i l'autonomia. En general, se sol tractar com una extensió del concepte de vida digna, en el qual les persones conserven la seva dignitat i llibertat fins al cessament de la seva existència.
Encara que una mort digna pot ser natural i sense cap tipus d'assistència, amb freqüència el concepte s'associa amb el de dret a morir, així com amb la defensa de la legalització de pràctiques com l'eutanàsia, el suïcidi assistit, la sedació terminal o el rebuig d'assistència mèdica. Segons els seus defensors, la possibilitat d'aquest tipus de pràctiques seria el que garantiria una mort digna, mantenint decisions lliures fins a l'últim moment i podent evitar una agonia innecessària.